# Jože Berce
Jože Berce (partizansko ime Rudi), slovenski častnik, generalmajor Jugoslovanske ljudske armade, * 12. februar 1926, Selca, † 2. junij 2017.
Pred 2. svetovno vojno je bil delavec.
Narodnoosvobodilni borbi se je pridružil 1943 ter postal še istega leta član Komunistične partije Jugoslavije. V partizanih je bil med drugim pomočnik političnega komisarja jurišnega bataljona
31. divizije in politični komisar Vojkove brigade. Leta 1966 je v Beogradu končal Višjo vojaško akademija Kopenske vojske JLA. Po osvoboditvi je bil komandant obmejnega bataljona, obmejne in pehotne brigade in pomočnik poveljnika 9. armade.